# Réserve naturelle de Lidö
La réserve  naturelle de Lidö (en suédois : Lidö naturreservat) est une réserve naturelle de l'archipel de Stockholm dans le comté de Stockholm en Suède,,,.

## Présentation
La réserve naturelle de Lidö fait partie de la commune de Norrtälje.
La zone est protégée depuis 1988 et s'étend sur 1 212 hectares. 
La réserve comprend l'île de Lidö avec les îlots environnants. 
La réserve est constituée principalement de forêts d'épicéas mais aussi de forêts mixtes de conifères.
Lidö a une forêt de bruyères au nord-est de l'île, une prairie humide près de Norrsund, une forêt dense d'épicéas, des bosquets de feuillus nobles près du manoir et des pâturages à l'ouest de l'île.
Dans la partie sud-ouest de Lidö se trouve le manoir de Lidö datant du XVIIème siècle.
L'environnement du manoir a une valeur culturelle et historique et l'environnement bâti doit être essentiellement préservé.
Lidö a été durement touchée en janvier 2019 par la tempête Alfrida, qui a abattu environ 50 000 arbres sur l'île.

## Galerie

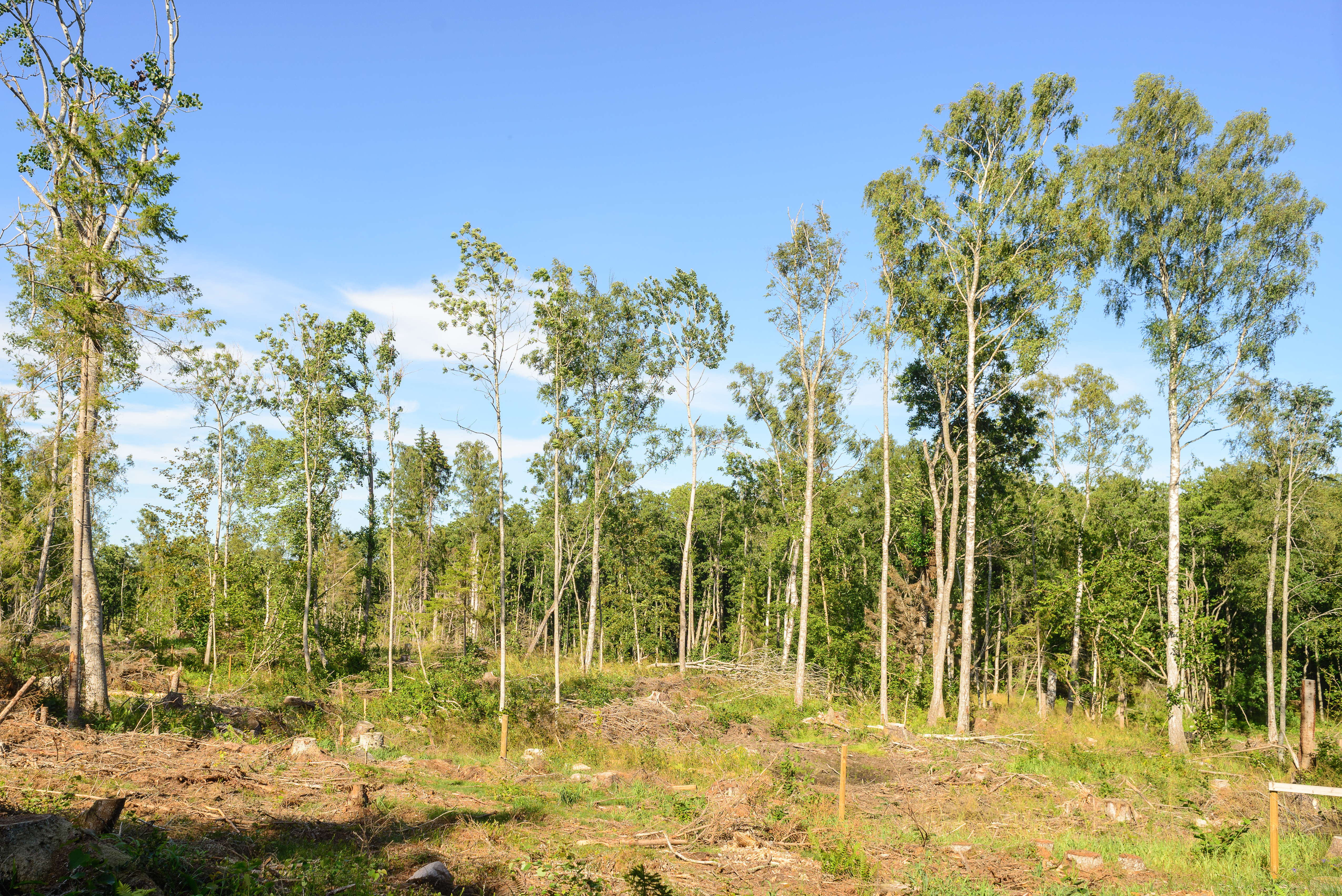
Forêt endommagée par la tempête Alfrida.
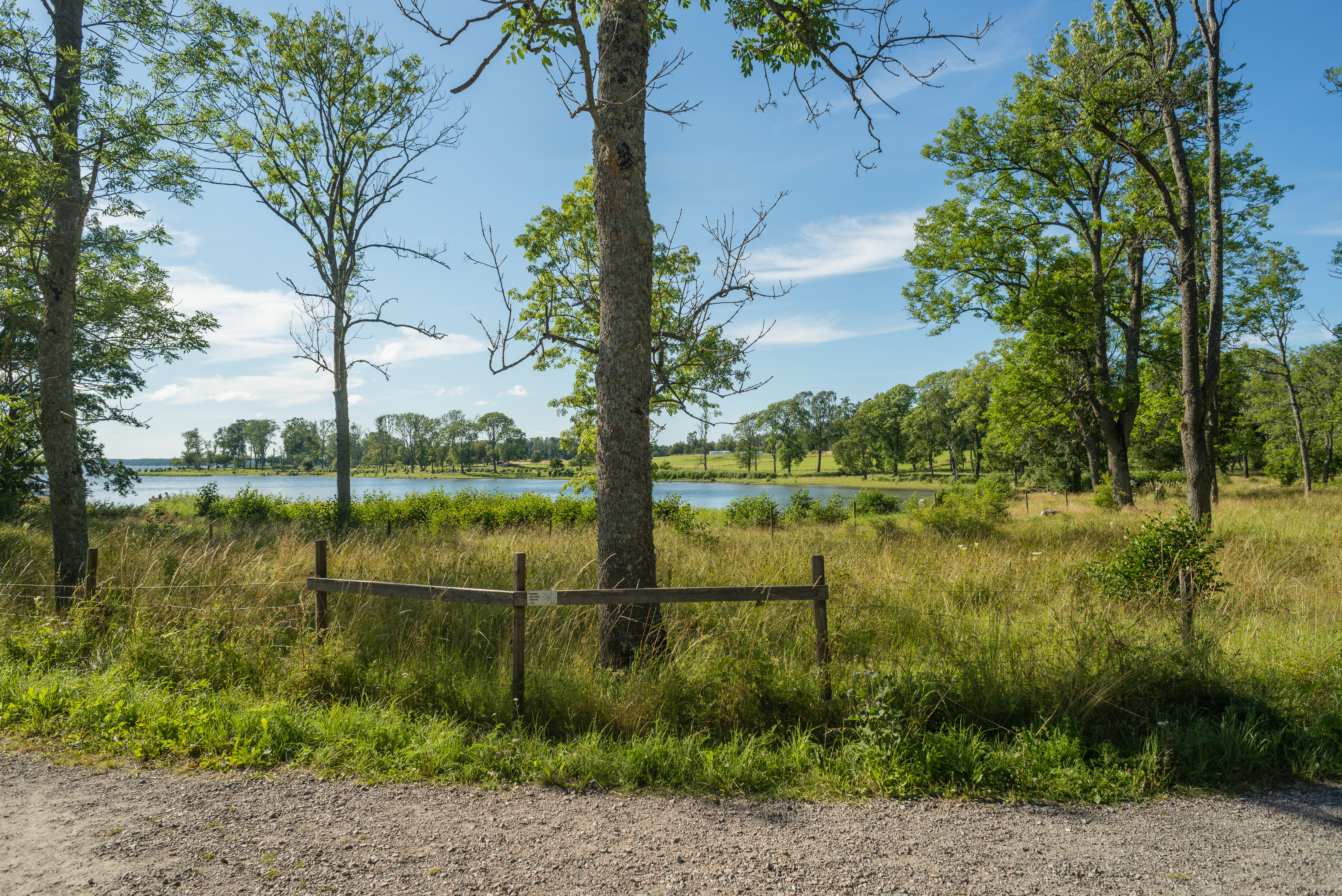
Paysage à proximité du manoir avec pâturages et arbres feuillus.